# Mühlau
Mühlau település Németországban, azon belül Szászország tartományban. Lakosainak száma 2135 fő (2023. december 31.).

## Népesség
A település népességének változása:
| Lakosok száma | 2142 | 2130 | 2101 | 2119 | 2135 |
|               | 2017 | 2019 | 2021 | 2022 | 2023 |